# Djoudj fågelreservat

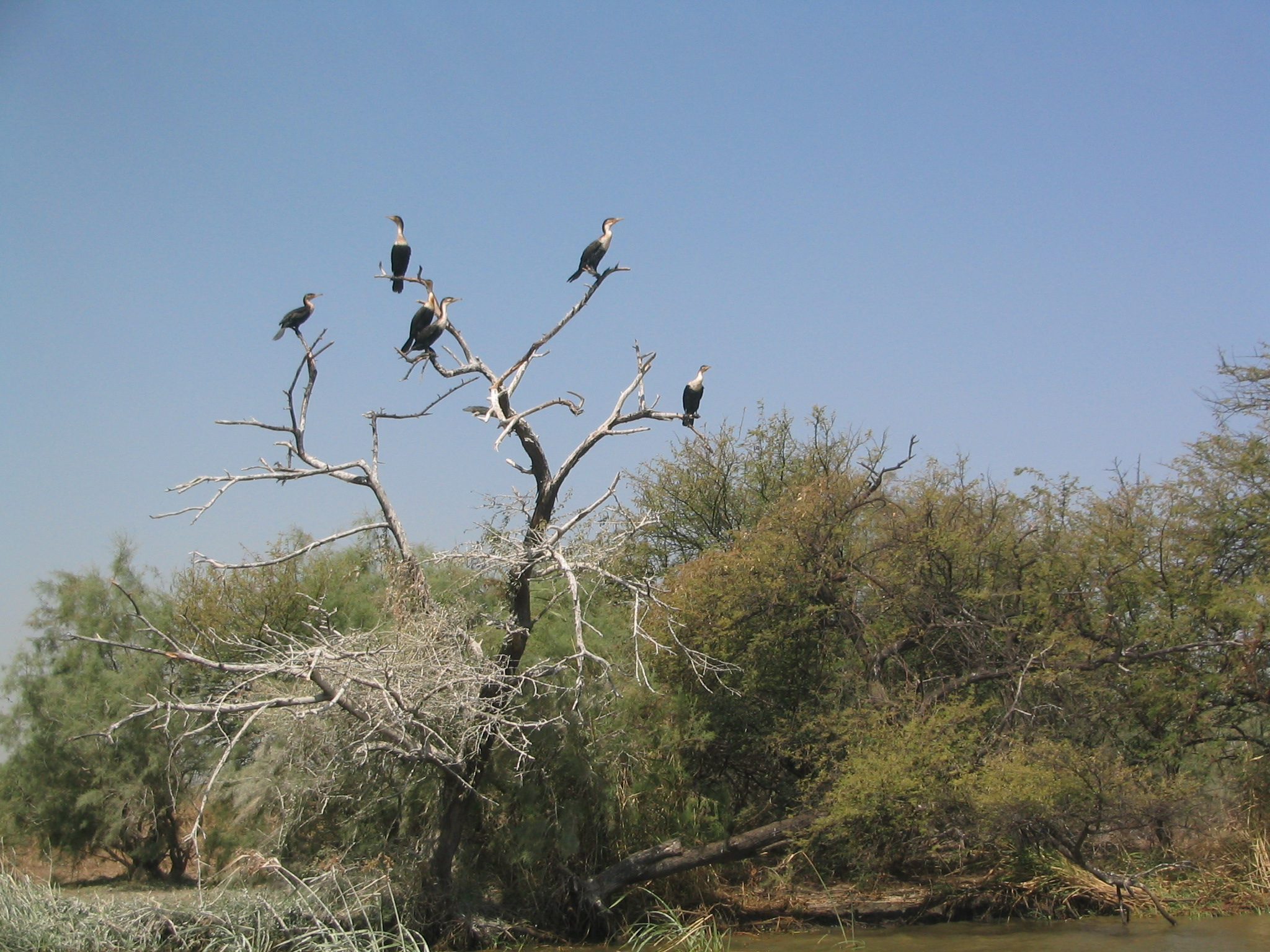
Skarvar i Djoudj.

Djoudj fågelreservat är världens tredje största fågelreservat och beläget vid floden Senegals delta i norra Senegal. Området omfattar 16 000 hektar och består av våtmark med en stor sjö som omges av strömmar och dammar. Vattnets salthalt varierar från sötvatten under vintern, till bräckt när vattnet avdunstar under den torra årstiden. Under senare år har de årliga regnmängderna minskat kraftigt, vilket har haft som följd att Djoudj blivit mycket torrare.
I reservatet finns omkring 400 olika arter och cirka 1,5 miljoner fåglar, bland annat vit pelikan (Pelecanus onocrotalus), purpurhäger (Ardea purpurea), afrikansk skedstork (Platalea alba), ägretthäger (Egretta alba) och olika skarvar. Från september till april mellanlandar ytterligare 3 miljoner flyttfåglar i området.
Andra djur som lever i Djoudj är vårtsvin, afrikansk sjöko och olika arter av krokodil och gasell.
Djoudj blev upptaget på Unescos världsarvslista 1981.